# 名倉山酒造
名倉山酒造株式会社（なぐらやましゅぞう）は、福島県会津若松市の清酒製造業を行う酒蔵。

## 概要
社名と同じ『名倉山』、『善き哉』、『月弓』などの銘柄で有名である。